# Ugocsai erdőispánság
Az ugocsai erdőispánság királyi udvarbirtok, vadászterület volt a 12. század második felétől a későbbi Ugocsa vármegyénél nagyobb területen. Az erdőispánság vezetőjéről, az ugocsai ispán-ról – aki az erdőuradalom királyi magángondnoka volt, nem megyésispán – valamint helyetteséről (curialis comes) 1262-ben írnak a források. Itt ekkor várispánság, váruradalom nem volt, erdőőr–ardó szolgálónépek lakták. 1300-ban még mindig királyi uradalom volt. Valószínűleg a sásvári várispánsággal (Tiszasásvár) egyesülve, közben Máramaros és Szatmár vármegye felé területet veszítve alakult nemesi vármegyévé. Az ugocsai főesperesség a sásvári főesperesség utódaként az erdélyi püspökséghez tartozott.